# Our Long Road Home
Our Long Road Home to szósty album studyjny zespołu Taproot z 2008 roku.

## Lista utworów
1. "Path Less Taken" - 3:55
2. "Wherever I Stand" - 3:23
3. "Be the 1" - 3:21
4. "Hand That Holds True" - 3:41
5. "Take It" - 3:12
6. "It's Natural" - 3:39
7. "As One" - 3:50
8. "You're Not Home Tonight" - 2:57
9. "Stethoscope" - 1:43
10. "Run To" - 3:40
11. "Karmaway" - 4:09
12. "Footprints" - 3:51
13. "These Walls" - 2:45 (utwór dodatkowy)
14. "Wake Up" - 3:59 (utwór dodatkowy)

## Single
- "Wherever I Stand"